# Sundsvalls Vodka
Sundsvalls vodka var ett misslyckat försök att lansera en vodka i premiumklass. Vodkan destillerades i Sundsvall i samverkan med Absolut Vodka co. och distribuerade av Seagram. Vodkan introducerades på barer och restauranger under hösten 1998. Brister i marknadsföring som bland annat innebar svårigheter att särskilja produkten från andra varumärken så som Absolut Vodka gjorde att Sundsvalls vodka aldrig blev en storsäljare. Sista året såldes totalt 12 000 flaskor à 75 cl och produktionen lades tyst ner.